# Heteroconger
Genre
Heteroconger (aussi nommé Taenioconger ou Taeniconger) est un genre de poissons longs et minces appelés hétérocongres ou anguilles tubicoles, représentés par la sous-famille des Heterocongrinae. Ces poissons vivent dans des grandes colonies (appelés "jardins"). La tête en avant, ils capturent le zooplancton apporté par le courant. Ils vivent constamment ancrés dans un terrier tubulaire creusé dans un banc de sable.  
Ce genre et largement représenté par Heteroconger hassi, couramment appelé Hétérocongre tacheté ou anguille de jardin, ainsi que par Heteroconger cobra.  

## Liste des espèces
Selon World Register of Marine Species (12 octobre 2014) :
- Heteroconger balteatus Castle & Randall, 1999
- Heteroconger camelopardalis (Lubbock, 1980)
- Heteroconger canabus (Cowan & Rosenblatt, 1974)
- Heteroconger chapmani (Herre, 1923)
- Heteroconger cobra Böhlke & Randall, 1981
- Heteroconger congroides (D'Ancona, 1928)
- Heteroconger digueti (Pellegrin, 1923)
- Heteroconger enigmaticus Castle & Randall, 1999
- Heteroconger hassi (Klausewitz & Eibl-Eibesfeldt, 1959)
- Heteroconger klausewitzi (Eibl-Eibesfeldt & Köster, 1983)
- Heteroconger lentiginosus Böhlke & Randall, 1981
- Heteroconger longissimus Günther, 1870
- Heteroconger luteolus Smith, 1989
- Heteroconger mercyae Allen & Erdmann, 2009
- Heteroconger obscurus (Klausewitz & Eibl-Eibesfeldt, 1959)
- Heteroconger pellegrini Castle, 1999
- Heteroconger perissodon Böhlke & Randall, 1981
- Heteroconger polyzona Bleeker, 1868
- Heteroconger taylori Castle & Randall, 1995
- Heteroconger tomberua Castle & Randall, 1999
- Heteroconger tricia Castle & Randall, 1999

## Galerie

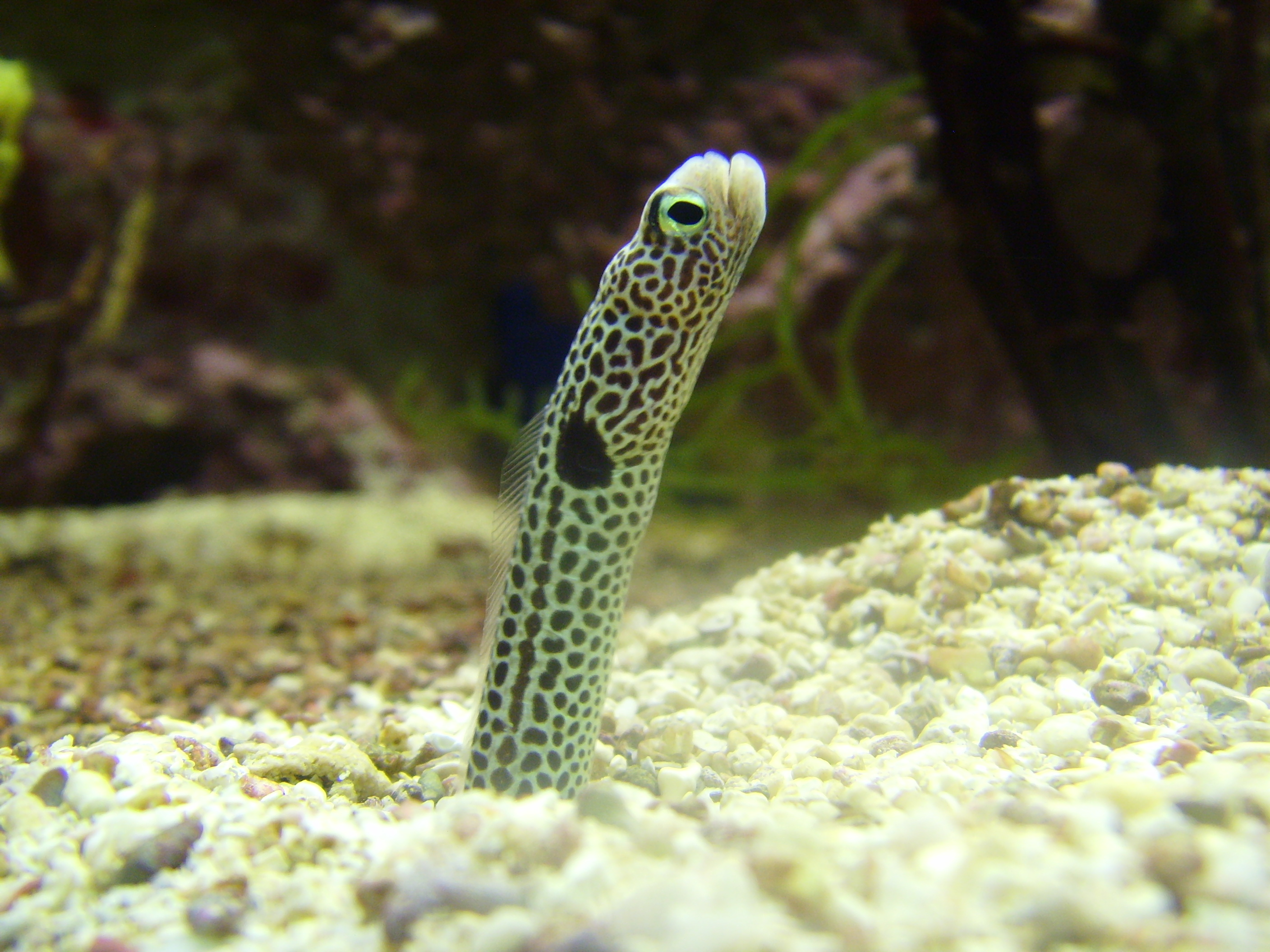
Heteroconger hassi
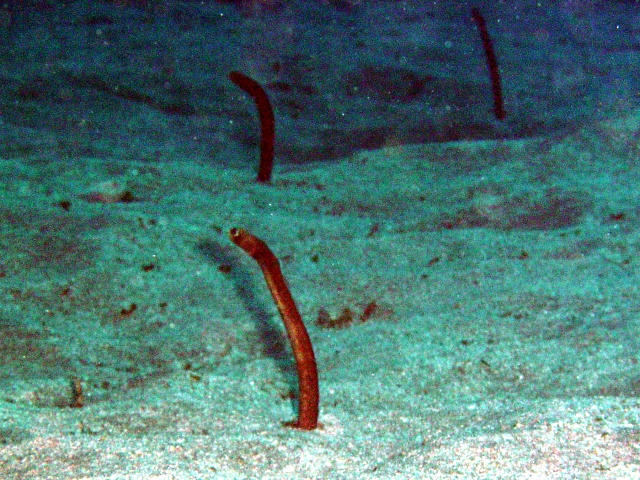
Heteroconger longissimus
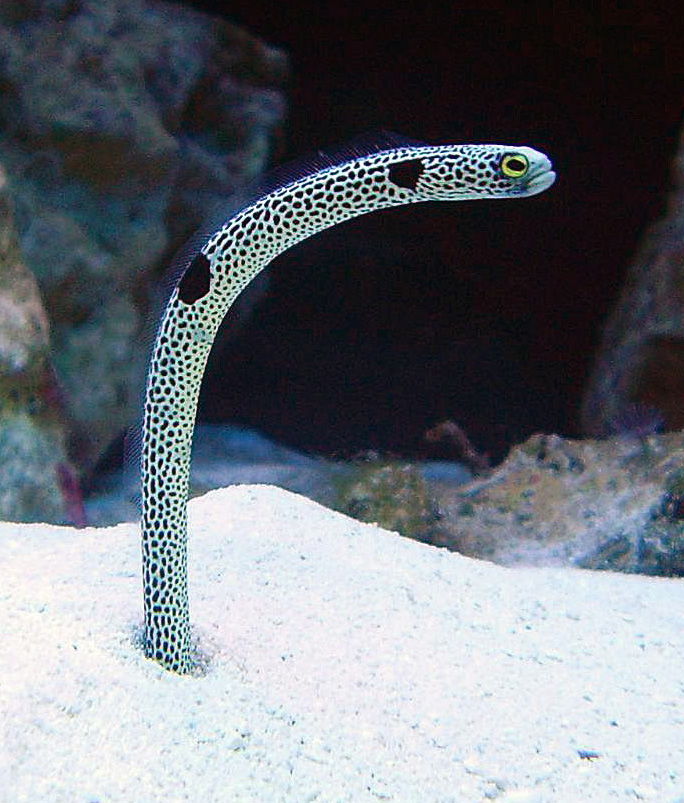
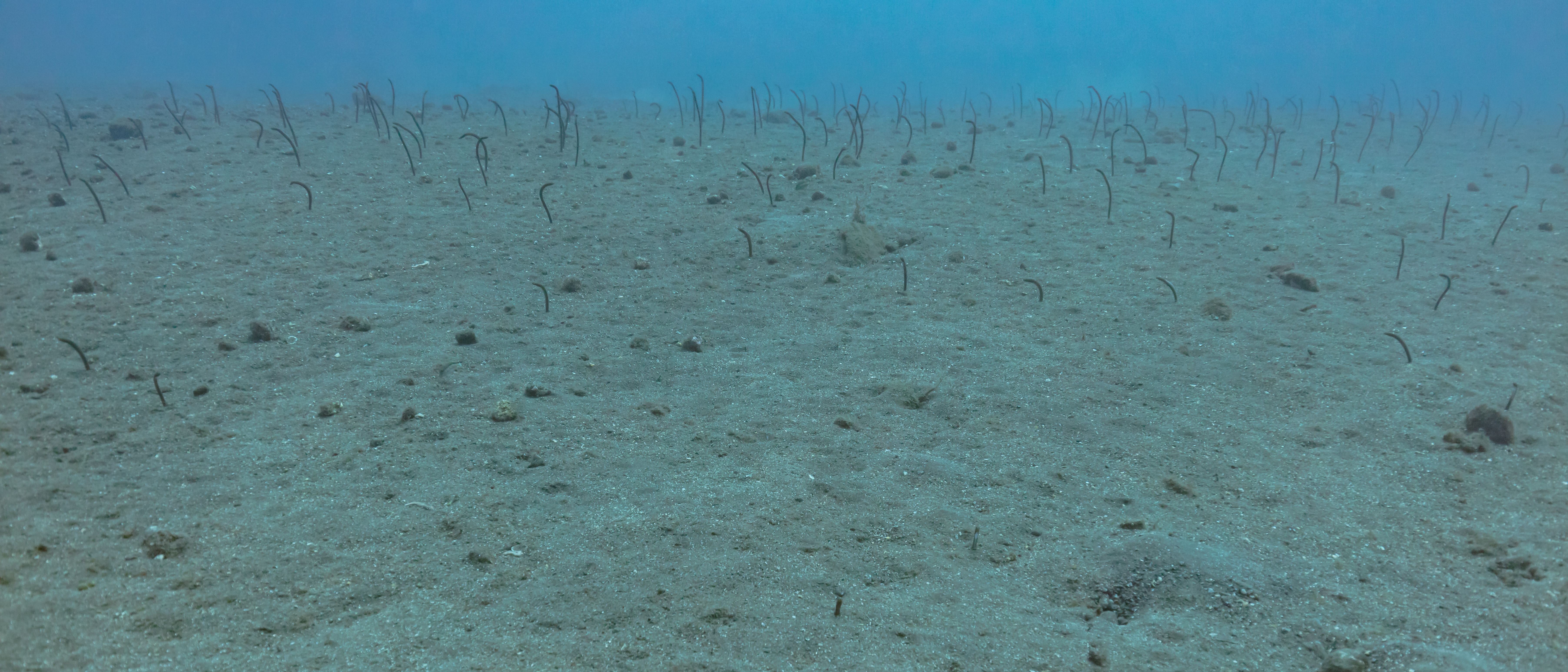
Heteroconger longissimus